# Platina na uhlíku
Platina na uhlíku, zkráceně Pt/C, je forma platiny používaná jako katalyzátor. Kov je nanesen na aktivní uhlík, který navyšuje jeho povrch a tím i aktivitu.

## Použití
Platina na uhlíku se používá v organické syntéze jako katalyzátor hydrogenací, například redukcí karbonylových sloučenin a nitrosloučenin, tvorby sekundárních aminů redukcemi nitrilů, a přípravy nasycených heterocyklických sloučenin z odpovídajících sloučenin aromatických.

## Příprava
Vodný roztok kyseliny hexachloroplatičité se po několik hodin zahřívá s aktivním uhlím při 50 °C, po ochlazení se roztok zalkalizuje uhličitanem sodným. Kysellina hexachloroplatičitá se následně zredukuje hydrátem hydrazinu; tento krok se někdy vynechává. Po dalších 2 hodinách se roztok zfiltruje, promyje destilovanou vodou a vysuší nad chloridem vápenatým. Platina se obvykle používá v množství odpovídajícím 5 až 10 mol. %.